# Стрибки у воду на Чемпіонаті світу з водних видів спорту 2022 — синхронна вишка, 10 метрів (чоловіки)
Змагання зі стрибків у воду з десятиметрової синхронної вишки серед чоловіків на Чемпіонаті світу з водних видів спорту 2022 відбудуться 28 червня 2022 року.

## Результати
Попередній раунд розпочався 28 червня о 10:00 за місцевим часом. Фінал розпочався 28 червня о 19:00 за місцевим часом.

Зеленим позначено фіналістів
| Місце | Країна          | Стрибуни                                    | Попередній раунд | Попередній раунд | Фінал  | Фінал |
| Місце | Країна          | Стрибуни                                    | Очки             | Місце            | Очки   | Місце |
| ----- | --------------- | ------------------------------------------- | ---------------- | ---------------- | ------ | ----- |
| 1     | Китай           | Лянь Цзюньцзє Ян Хао                        | 452.25           | 1                | 467.79 | 1     |
| 2     | Велика Британія | Метью Лі Ноа Вільямс                        | 379.26           | 3                | 427.71 | 2     |
| 3     | Канада          | Райлен Вайнс Натан Шомбор-Маррей            | 377.88           | 4                | 417.12 | 3     |
| 4     | Україна         | Кірілл Болюх Олексій Середа                 | 393.00           | 2                | 396.27 | 4     |
| 5     | Німеччина       | Тімо Бартель Яден Айкерманн                 | 340.47           | 8                | 377.37 | 5     |
| 6     | Куба            | Луїс Каньябате Карлос Рамос                 | 336.69           | 9                | 371.01 | 6     |
| 7     | Австралія       | Домонік Бедгуд Кессієл Руссо                | 376.65           | 5                | 368.10 | 7     |
| 9     | Бразилія        | Каван Перейра Ізаак Соуза                   | 354.45           | 7                | 329.79 | 9     |
| 8     | США             | Закарі Купер Максвелл Флорі                 | 328.38           | 10               | 358.17 | 8     |
| 10    | Італія          | Андреас Ларсен Едуард Тімбретті             | 357.00           | 6                | 328.95 | 10    |
| 11    | Малайзія        | Ханіс Назірул Джая Сур'я Джеллсон Джабіллін | 311.85           | 12               | 322.35 | 11    |
| 12    | Австрія         | Антон Кнолль Даріюш Лотфі                   | 314.52           | 11               | 316.20 | 12    |
| 13    | Нова Зеландія   | Арно Лі Люк Сіпкіс                          | 257.82           | 13               |        |       |
| 14    | Узбекистан      | Ботір Хасанов Марсель Зайнетдінов           | 232.89           | 14               |        |       |